# Masna Bolkiah
Masna Bolkiah (6 septembre 1948) est une personnalité du Brunei. En 2010, elle est considérée comme la troisième femme la plus importante du Brunei après la reine consort Pengiran Anak Saleha et la princesse Pengiran Anak Sarah.
À partir de 1995, elle occupe le poste d'ambassadeur itinérant rattaché au ministère des Affaires étrangères du Brunei.